# Rhonel Sporting Club de Valenciennes
Le Rhonel Sporting Club de Valenciennes est un club français de basket-ball évoluant au plus haut niveau régional, mais ayant connu l'élite du championnat de France dans les années 1970. Le club, section d'un club omnisports, est issu de la ville de Valenciennes.

## Histoire
Le club s'est tout d'abord appelé Rhônel Sporting Club Marly. Il a été créé et sponsorisé par "La Rhonelle", usine de construction de matériel ferroviaire située à Marly. La salle d'entraînement et les matches se disputaient alors dans un hangar, avant de déménager pour Valenciennes et la salle du Hainaut à la fin des années 60. Salle qu'il laissera ensuite à l'Union Sportive Valenciennes Olympic.
Aujourd'hui les entrainements et les matchs ont lieu au complexe sportif du Fort Minique à Valenciennes.

## Palmarès
- Champion de Nationale 2 (actuelle Pro B) : 1976
- Bilan en Nationale 1 : 74 victoires, 114 défaites, 4 nuls en 12 saisons[1].
- Champion du Nord Cadets D3 : 2015
- Vice-Champion du Nord Cadets D2 : 2016

## Entraîneurs successifs
- 1952-1955 :  Georges Duval
- 1955-1961 :  Roger Haudegand (Manager : Georges Duval)
- 1961-1962 :  Georges Mabille
- 1965-1967 :  Raymond Note
- 1976-1977 :   Jean Degros
- 1981-1982 :   Edgard Leverf
- 2011-2017 :    Aurélien Lebrun
- 2012-2013 :  Gregory Mariaul
- 2013-2014 :  Andy Hyeans
- 2022-      :  Kevin Dumonceau

## Joueurs célèbres ou marquants
- Roger Haudegand
- Georges Mabille
- Raymond Note
- Jean Degros
- René Guilbert
- Alfred Damez
- Roger Crapet
- Martial Fournier
- Maxence Vilain
- Kevin Dumonceau